# Sweden Cup 1980
Der Sweden Cup 1980 war ein im schwedischen Göteborg  stattfindendes Eishockeyturnier, an dem die Nationalmannschaften Finnlands, der Sowjetunion, der ČSSR, Kanadas und Schwedens teilnahmen.
Das Turnier fand vom 16. bis 24. April 1980, wie auch 1984 im Anschluss an die Olympischen Winterspiele statt.

## Spiele
| 16. April 1980 | UdSSR Nikolai Drosdezki Wladimir Krutow (2) Sergei Makarow (2) Boris Michailow | 6:3 (5:1, 0:0, 1:2) Spielbericht | Finnland Timo Susi Ismo Villa Mikko Leinonen | Helsinki |

| 18. April 1980 | UdSSR Nikolai Drosdezki (2) Wladimir Golikow (2) Wladimir Kowin Sergei Makarow Michail Warnakow | 7:2 (2:0, 2:0, 3:2) Spielbericht | Schweden Dan Söderström Dan Labraaten | Göteborg |

| 19. April 1980 | Tschechoslowakei Miroslav Fryčer Ladislav Svozil Peter Šťastný Dárius Rusnák Jan Neliba | 6:1 (2:1, 1:0, 3:0) | Kanada Kevin Primeau | Göteborg Zuschauer: 2.500 |

| 20. April 1980 | Kanada John Devaney | 1:4 (1:2, 0:2, 0:0) | UdSSR Sergei Babinow Waleri Charlamow Boris Michailow Alexander Skworzow | Göteborg |

| 20. April 1980 | Finnland Juhani Tamminen (2) Hannu Koskinen Arto Javanainen Jouni Rinne Seppo Suoraniemi (59:32) | 6:4 (1:0, 2:3, 3:1) | Schweden Ulf Weinstock T. Eriksson Dan Söderström Dan Labraaten | Göteborg |

| 21. April 1980 | UdSSR Sergei Babinow Nikolai Drosdezki | 2:1 (0:0, 1:1, 1:0) Spielbericht | Tschechoslowakei Jiří Lála | Göteborg Zuschauer: 2.600 |

| 22. April 1980 | Schweden Ulf Weinstock Dan Labraaten Dan Söderström Lindström Conny Silfverberg Lennart Norberg | 6:2 (2:1, 2:0, 2:1) | Kanada Jim Nill Paul MacLean | Göteborg |

| 22. April 1980 | Tschechoslowakei Jiří Lála (15.) Anton Šťastný (21.) Peter Šťastný (40.) Jindřich Kokrment (53.) Dárius Rusnák (59.) | 5:2 (1:1, 2:1, 2:0) | Finnland Jari Kurri (15.) Jouni Rinne (30.) | Göteborg Zuschauer: 1.000 |

| 23. April 1980 | Kanada Cary Farelli (23:35) John Devaney (33:48) Kevin Maxwell Randy Gregg (59:21) | 4:4 (2:0, 1:3, 1:1) | Finnland Ismo Villa Martti Jarkko Markku Pauli Hakulinen Lasse Litma | Göteborg |

| 24. April 1980 | Schweden Hans Edlund (18.) Dan Söderström (38.) Ulf Weinstock (47.) Anders Håkansson (47.) | 4:3 (1:0, 3:2, 0:1) | Tschechoslowakei Lubomír Pěnička (28.) Peter Šťastný (32.) Miroslav Dvořák (32.) | Göteborg Zuschauer: 4.500 |

## Tabelle
| Platz | Mannschaft  | Spiele | S | U | N | Tore  | P |
| ----- | ----------- | ------ | - | - | - | ----- | - |
|       | Sowjetunion | 4      | 4 | 0 | 0 | 19:07 | 8 |
|       | Schweden    | 4      | 2 | 0 | 2 | 16:18 | 4 |
|       | ČSSR        | 4      | 2 | 0 | 2 | 15:09 | 4 |
| 4.    | Finnland    | 4      | 1 | 1 | 2 | 15:19 | 3 |
| 5.    | Kanada      | 4      | 0 | 2 | 1 | 08:20 | 1 |

## Auszeichnungen
| Bester Torhüter:    | Miroslav Krása                                       |
| Bester Verteidiger: | Reijo Ruotsalainen                                   |
| Bester Stürmer:     | Sergei Makarow                                       |
| Bester Scorer:      | Nikolai Drosdezki mit 8 Punkten (4 Tore, 4 Vorlagen) |